# غزل (تودد)

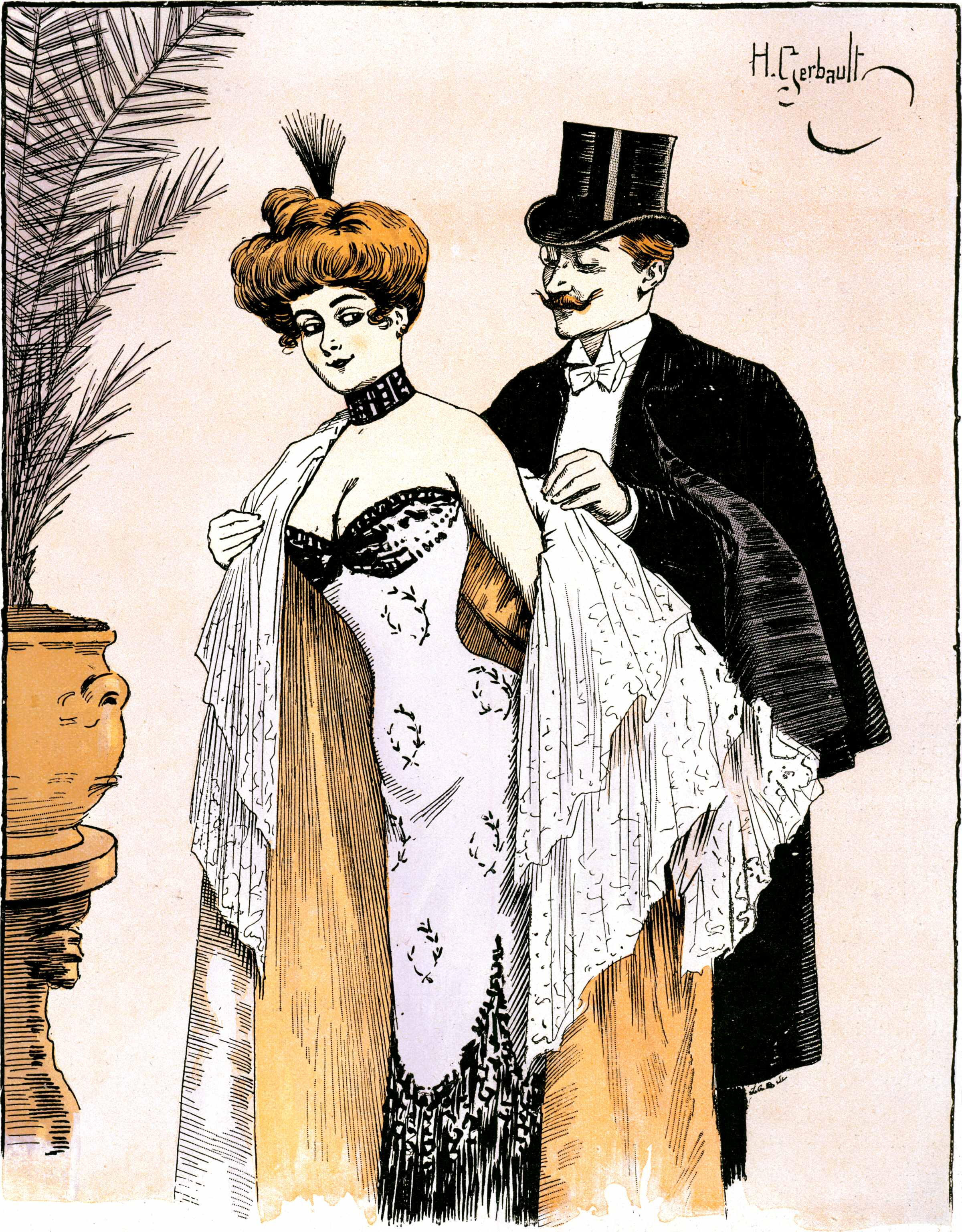
ملصق يظهر غزلًا بين رجل وامرأة

الغزل أو التغازل أو التغزل أو المغازلة (بالإنجليزية: flirting) أو التدلل أو الدلال أو الغُنْج (بالإنجليزية: coquetry) هو سلوك اجتماعي وجنسي يشمل تواصل شفهي أو مكتوب -فضلًا عن لغة الجسد- من شخص تجاه آخر، إما لإبداء اهتمام بعلاقة أعمق مع الشخص الآخر، أو للتسلية حينما يُفعل ذلك بشيء من المرح.
لا يُقبل اجتماعيًا في كثير من الثقافات أن يغازل شخصٌ شخصًا آخر لا يعرفه مغازلة جنسية صريحة سواء في العلن أو على انفراد، ولكن قد تعتبر المغازلات غير المباشرة أو الإيحائية مقبولة في بعض الأحيان.[بحاجة لمصدر]
تنطوي المغازلة عادة على التحدث والتصرف بطريقة توحي بوجود علاقة حميمة تفوق ما قد تتضمنه العلاقة الفعلية بين الطرفين، حتى وإن كان ذلك في إطار قواعد الآداب الاجتماعية التي لا تقبل عمومًا التصريح المباشر بالاهتمام الجنسي في بعض الأوضاع المعنية. يمكن القيام بالمغازلة عن طريق إيصال حس المرح والدعابة. يمكن استخدام التورية (عندما يكون لأحد الألفاظ أكثر من معنى، أحدهم ملائمًا من الناحية الرسمية بدرجة أكبر، وفي نفس الوقت يكون له معنى أو مدلول آخر يوصل المغازلة). يمكن أن تشمل لغة الجسد أفعال مثل: تحريك الشعر، والتواصل بالعيون، واللمسات الخاطفة، والوقوف بوضعيات أرجل مفتوحة، والتقرب الجسدي، وغيرها من الإيماءات. يمكن أن تُجرى المغازلة بنوع من الخجل أو التفاهة أو عدم التهويل. يمكن أن يشمل التعبير الصوتي عن الاهتمام، على سبيل المثال:
- التغيير في النغمة الصوتية (مثل سرعة وحجم ونبرة الصوت)
- التحدي (بما في ذلك الإغاظة، والأسئلة، والتأهل، وإظهار عدم الاكتراث) والذي قد يزيد من الجذب، واختبار الرغبة والانسجام
- الإفتان والذي يشمل العروض، والاستحسان والحصافة، والدراية وإظهار الرزانة، والثقة بالنفس، والذكاء والأناقة، والمبادرة بالقيادة في المواقف.

يتباين سلوك المغازلة عبر الثقافات بسبب الأنماط المختلفة للسلوك الاجتماعي، مثل: مقدار ما ينبغي من التقارب الجسدي (القربيات)، مدة اتصال العين المباشر، والحدود اللائقة للتلامس، وهلم جرا. رغم هذا، قد تكون بعض السلوكيات منتشرة بشكل عالمي. على سبيل المثال، وجد الباحث بعلم النفس إيريناؤس إيبل-إيبيسفيلد أن النساء في أماكن مختلفة -مثل إفريقيا وأمريكا الشمالية- يُظهرن سلوكًا متشابه في المغازلة، مثل: التحديق المطول الذي يعقبه ميل الرأس، والابتسامة الخفيفة، كما يظهر في الصورة المُرفقة من فيلم من أفلام هوليوود.

## أصل الكلمة
في المعجم الوجيز غزل غزلا أي شغف بمحادثة النساء والتودد إليهن، ويوجد لفظ عصرى أخر في مصر وهو ≪المعاكسة≫ وفيه يتلفظ المُعاكِس بعبارات الإعجاب بالطرف الأخر وقد تكون هذه العبارات صريحة أو رمزية ولكن في الغالب غير جارحة، لٰكن قد يُنشَر مثلا عن مكان ما (مثلا مصيف) أنه يحدث به معاكسة كشيء غير إيجابي عن تلك المكان.
وفي اللغة الأوردية تَرمُز كَلِمَة ≪غَزَل≫ إلى الشِعر الراقي لأنّ كان بعض الشِعر المُستَخدَم لِمُغازلة المحبوب يُسَمَّى غَزَل.
يعد أصل كلمة المغازلة بالإنجليزية (flirting) غامضًا بعض الشيء. يربطها قاموس أكسفورد الإنجليزي (الطبعة الأولى) بكلمات تحاكيها صوتيًا، مثل: يحلق بخفة (flit)، ويتحرك بسرعة (flick)، مع التأكيد على قلة الجدية، ومن ناحية أخرى، تنسب تلك الكلمة إلى المصطلح الفرنسي القديم كونتير فلوريت (conter fleurette) التي تعني «أن يفتن أحدهم آخر، أو يحاول إغواءه» بإسقاط بتائل الزهور، وهو ما يعني «الهمس بخواطر معسولة». رغم أن هذا التعبير قديم النمط، إلا أنه لا يزال يُستعمل باللغة الفرنسية -بشكل هازئ في أغلب الأحيان- إلا أن المصطلح الفرنسي الأصل الدخيل على الإنجيلزية شق طريقه إلى داخل الإنجليزية وصار يُنقل عن الإنجليزية إلى لغات أخرى.
استُخدم لفظ فلوريت (بالفرنسية: fleurette) في بعض السوناتات في القرن السادس عشر، وبعض النصوص الأخرى. إن كلًا من الكلمة الفرنسية فلوريت (fleurette) التي تعني الزهرة الصغيرة، وصيغة الكلمة فلورتاس (flouretas) التي تعود إلى جنوب فرنسا القديم (والمشتقة من الكلمة اللاتينية فلورا (flora) «زهرة») يعود أصلهما -حسب رأي  ضعيف-إلى أن الزهور هي ستار ومصطلحات مقارنة في نفس الوقت. استخدم المصطلح بعدة معانٍ في جنوب فرنسا حتى عام 1484. اشتُقت بعض الكلمات الأخرى في الفرنسية من كلمة فلور (fleur) ذات صلة بها نوعًا ما: مثلًا، اشتُقت كلمة إيفلورير (بالفرنسية: effleurer) والتي تعني يلمس برفق من كلمة (esflourée) التي تعود للقرن الثالث عشر، وكلمة ديفلورير (بالفرنسية: déflorer) والتي تعني يفتض غشاء البكارة من كلمة (desflorer) التي تعود للقرن الثالث عشر أو (fleuret) وتعني سيف الشيش والتي تعود للقرن الثامن عشر.
على أية حال، الترابط بين الزهور، والربيع، والشباب، والنساء ليس بالأمر الجديد، وقد نُظر إليهم حتى في الثقافة القديمة، مثل: أساطير الكلوريس في اليونان القديمة، أو فلورا (الإلهة) في الإمبراطورية الرومانية القديمة، ومهرجان فلوراليا الديني المرتبط بها، وفي قصائد قديمة أخرى، مثل سفر نشيد الأنشاد:
قصيدة قديمة: سفر نشيد الأنشاد 2
| أجاب حبيبي وقال لي: قومي يا حبيبتي، يا جميلتي وتعالي. لأن الشتاء قد مضى، والمطر مر وزال. الزهور ظهرت في الأرض. بلغ أوان القضب، وصوت اليمامة سمع في أرضنا. التينة أخرجت فجها، وقعال الكروم تفيح رائحتها. قومي يا حبيبتي، يا جميلتي وتعالي. -ترجمة الكتاب المقدس باللغة العربية فانديك سفر نشيد الأناشيد 2: 10 - 13 | حَبيبي تَكَلَّمَ وقالَ لي: «قومي يا خليلتي، يا جَميلَتي، وهَلُمِّي. فإِنَّ الشِّتاءَ قد مَضى، والمَطَرَ وَقَفَ وزال. قد ظَهَرَتِ الزُّهورُ في الأَرْض، ووافى أَوانُ الأَغانِي، وسُمِعَ صَوتُ اليَمَامةِ في أَرضِنا. التِّينةُ أَخرَجَت بَكائِرَها، والكُرومُ أَزهَرَت وأَفاحَت رائِحَتها. فقومي يا خَليلَتي، يا جَميلَتي، وهَلُمِّي. -الترجمة الكاثوليكيّة (اليسوعيّة) | أجابَني حبـيبـي قالَ: «قُومي يا رفيقتي، يا جميلتي تَعالَي. فالشِّتاءُ عبَرَ ووَلَّى، والمَطَرُ فاتَ وزالَ. الزُّهورُ ظهَرَت في الأرضِ وآنَ أوانُ الغِناءِ. صوتُ اليمامةِ في أرضِنا يَملأُ المَسامِعَ. التِّينَةُ أنضَجَت ثِمارَها، والكُرومُ أزهَرَت وفاحَت. فقُومي يا رفيقتي، ويا جميلتي تَعالَي. -الترجمة العربية المشتركة |

## التاريخ
عملت عالمة الأنثروبولوجيا مارڠريت ميد خلال الحرب العالمية الثانية لحساب وزارة الاعلام البريطانية (إدارة تابعة لحكومة المملكة المتحدة أنشئت لفترة وجيزة في نهاية الحرب العالمية الأولى ومرة أخرى خلال الحرب العالمية الثانية، كانت مسؤوليتها الدعاية والبروباغندا) ثم عملت لاحقًا لحساب الولايات المتحدة في مكتب الولايات المتحدة لمعلومات الحرب (وكالة حكومية في الولايات المتحدة أُنشئت خلال الحرب العالمية الثانية لتصل إعلاميًا بين جبهة القتال والمجتمعات المدنية)، وكان عملها مُختصًا بإلقاء الخطب وكتابة المقالات لمساعدة الجنود الأمريكيين على فهم المدنيين البريطانيين بشكل أفضل، وبالعكس أيضًا. لاحظت نمطًا من سوء الفهم في المغازلة بين الجنود الأمريكيين والنساء البريطانيات فيما يتعلق بمن يفترض أن يأخذ زمام المبادرة. كتبت عن الأمريكيين «يتعلم الفتى التودد ويعول على الفتاة في صدهم إذا شعرن بأنهن لا يرغبن في التقرب من الفتى»، على عكس البريطانيين، الذيت «ترعرعت فتياتهم محافظةً على حاجز طفيف تجاه الرجال… وهو ما يتعلم الفتيان احترامه، ويعتمد بقية على الرجال على التقرب أو التودد من خلاله، وفقًا لما تقتضيه الحالة». أدى هذا -على سبيل المثال- إلى فهم النساء البريطانيات للنزعة الاجتماعية التي يتسم بها الجندي الأمريكي باعتبارها أمرًا أكثر حميمية أو جدية مما هو ينويه في الواقع.
استغل المنظر التواصلي باول واتزالويك (مُعالج نفسي نمساوي أمريكي، وعالم نفس، وفيلسوف) هذه المشاهدة، إذ «اتهم كل من الجنود الأمريكيين والفتيات البريطانيات بعضهن البعض بالتهور الجنسي»، كمثال على الاختلافات في «علامات الترقيم» في التواصلات بين الأشخاص. كتب أنه في كلتا الثقافتين يُستخدم نحو ثلاثين خطوة «من الاتصال الأولي بالعين إلى جماع العرس»، ولكن تسلسل الخطوات كان مختلفًا. على سبيل المثال، قد يكون التقبيل خطوة مبكرة في النمط الأميركي ولكنه تصرف حميم نسبيًا في النمط الإنجليزي.
كانت المحظيات اليابانيات يمارسن شكلًا آخر من أشكال المغازلة، إذ ركزن على العلاقات غير الشفهية من خلال إخفاء الشفتين وإظهار العينين، مثلما يظهر ذلك في فن الشونغا (مصطلح ياباني يُطلق على الفنون الشبقية)، والذي كان أكثر وسائل الإعلام المطبوعة شعبية في ذلك الوقت، حتى أواخر القرن التاسع عشر.

### المراوح اليدوية الأوروبية
استُخدمت المروحة اليدوية على نطاق واسع في بعض المجتمعات الأوروپية -وخصوصًا إنجلترا وإسبانيا- كوسيلة للاتصال، وبالتالي كوسيلة للمغازلة ابتداءً من القرن السادس عشر. طُوِّرت لغة إشارات كاملة بواسطة هذا الإعجاب، حتى أن الكتب والمجلات التي تتناول آداب السلوك نشرتها.